# 柯特·哈尼特
柯特·哈尼特（英語：Curt Harnett，1965年5月14日—），加拿大男子自行车运动员。他曾代表加拿大参加1984年、1988年、1992年和1996年夏季奥林匹克运动会自行车比赛，获得一枚银牌和一枚铜牌。